# Schloss Paretz

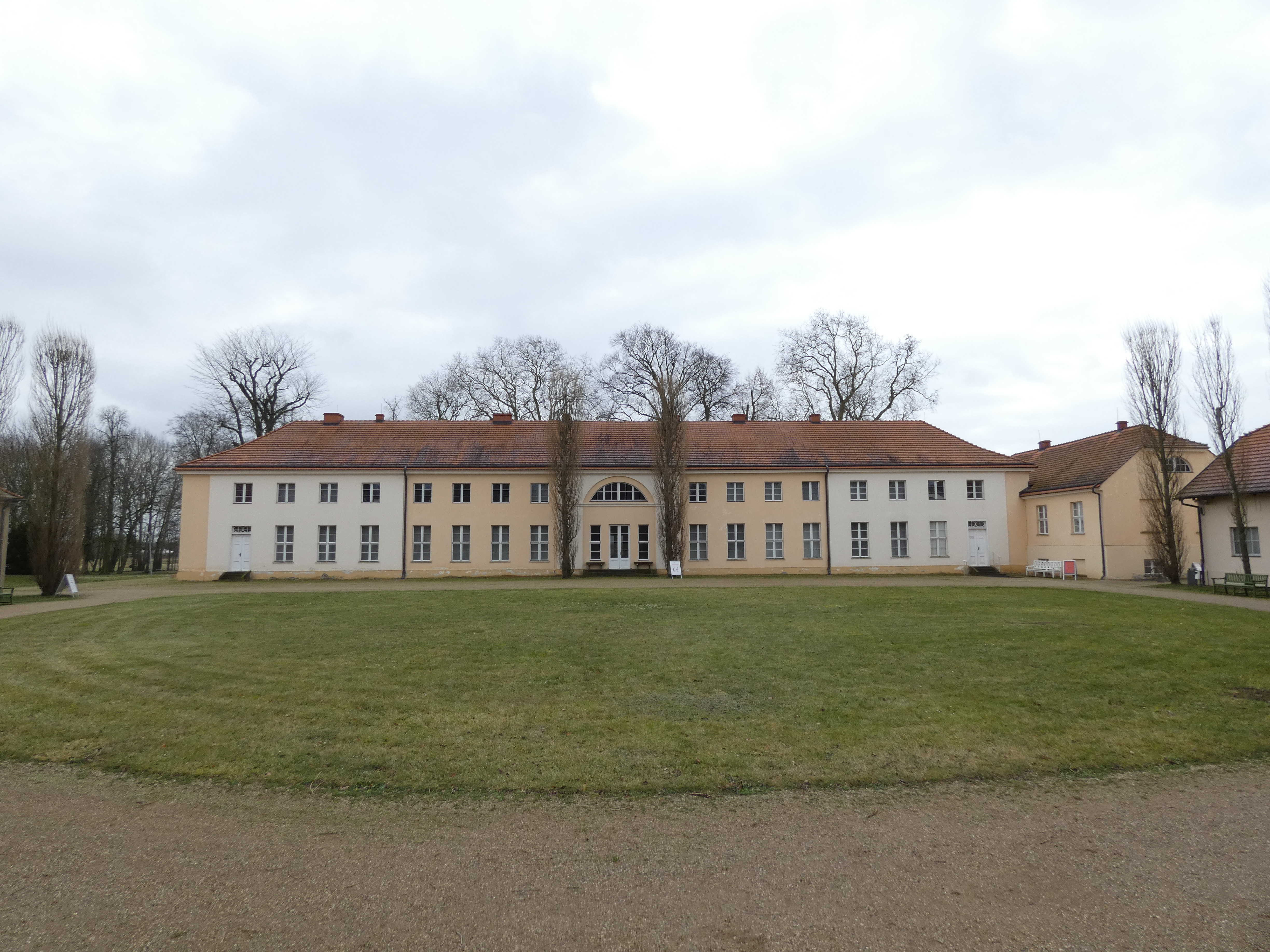
Schloss Paretz vom Ehrenhof

Schloss Paretz ist ein klassizistisches Schloss im Ort Paretz in der Stadt Ketzin/Havel. Das Schloss geht auf den preußischen König Friedrich Wilhelm III. zurück, der das damalige Rittergut erwarb und zum königlichen Landschloss ausbauen ließ.

## Ende des 18. Jahrhunderts bis 1945

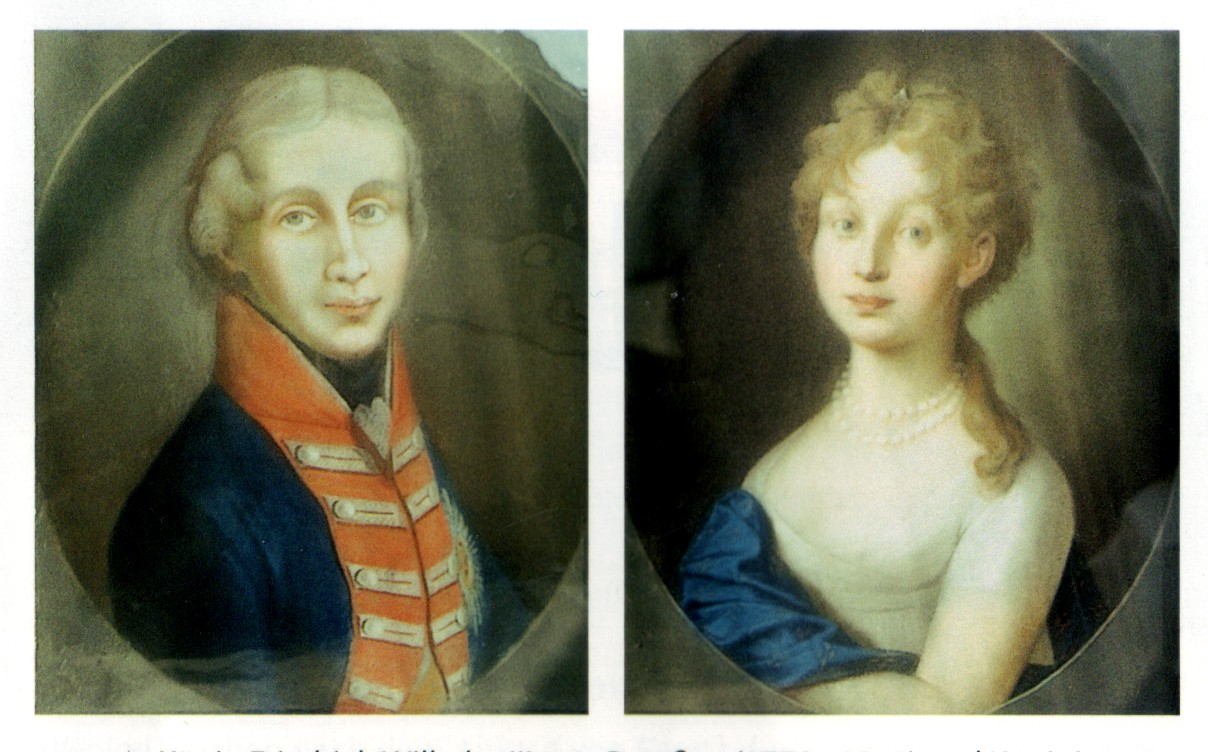
Friedrich Wilhelm III. und Luise

Friedrich Wilhelm erwarb das Gut Paretz im Jahr 1797 für 85.000 preußische Taler. Zu dieser Zeit war er noch Kronprinz und seit drei Jahren mit Luise von Mecklenburg-Strelitz verheiratet. Er kannte das abgelegene Gut an der Havel schon von Besuchen in der Kindheit. Weil seine junge Familie wuchs (1795 war der Thronerbe Friedrich Wilhelm geboren worden, 1797 Wilhelm und 1798 kam Charlotte zur Welt), suchte das junge Ehepaar ein Refugium, um zumindest in Ferientagen ein ruhiges Familienleben abseits großer Paläste wie dem Berliner Stadtschloss oder dem Potsdamer Stadtschloss verbringen zu können. Hier sollten weder Hofstaat noch Hofzeremoniell noch politische und repräsentative Amtspflichten vorherrschen, sondern intimes und idyllisches Familienleben im Kreis von nur wenigen Vertrauten. Stille und Einfachheit waren daher ebenso gefragt wie ein mit den Jahreszeiten gehendes Landleben auf einem funktionierenden Gutsbetrieb in einem echten Bauerndorf. Dies entsprach auch den Idealen einer freien Erziehung von Jean-Jacques Rousseau, in deren Geist Luise selbst bei ihrer Großmutter Luise von Hessen-Darmstadt im „Alten Palais“ in Darmstadt erzogen worden war. Außerdem hatte sich ihre arrangierte Ehe als außerordentlich harmonisch erwiesen. Ebenso harmonisch sollte sich ihr neues Refugium in die weite Landschaft an der Havel einfügen. Von Zeitgenossen erhielt es den Beinamen „Schloss Still-im-Land“.

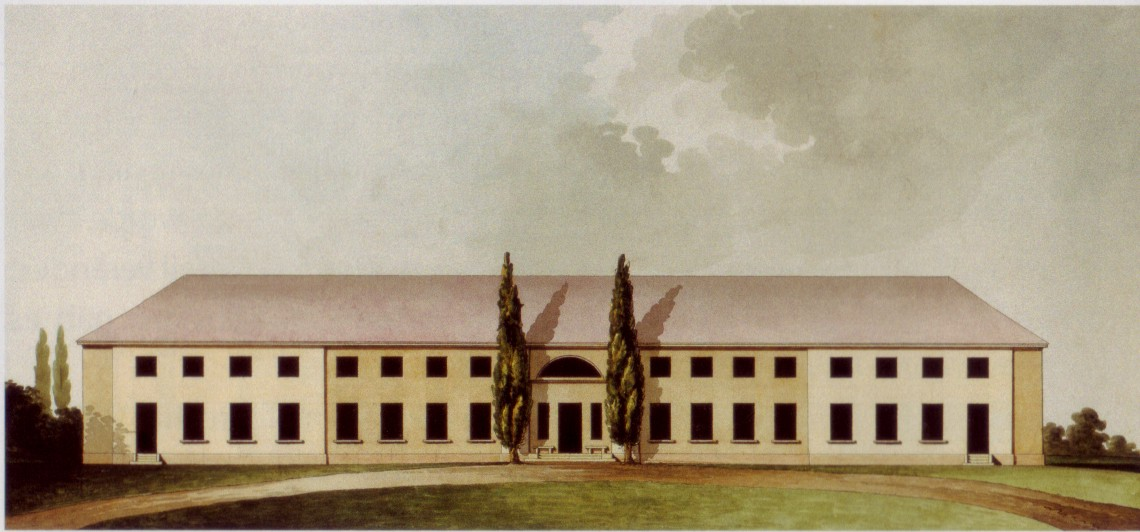
Entwurf des Schlosses von 1797

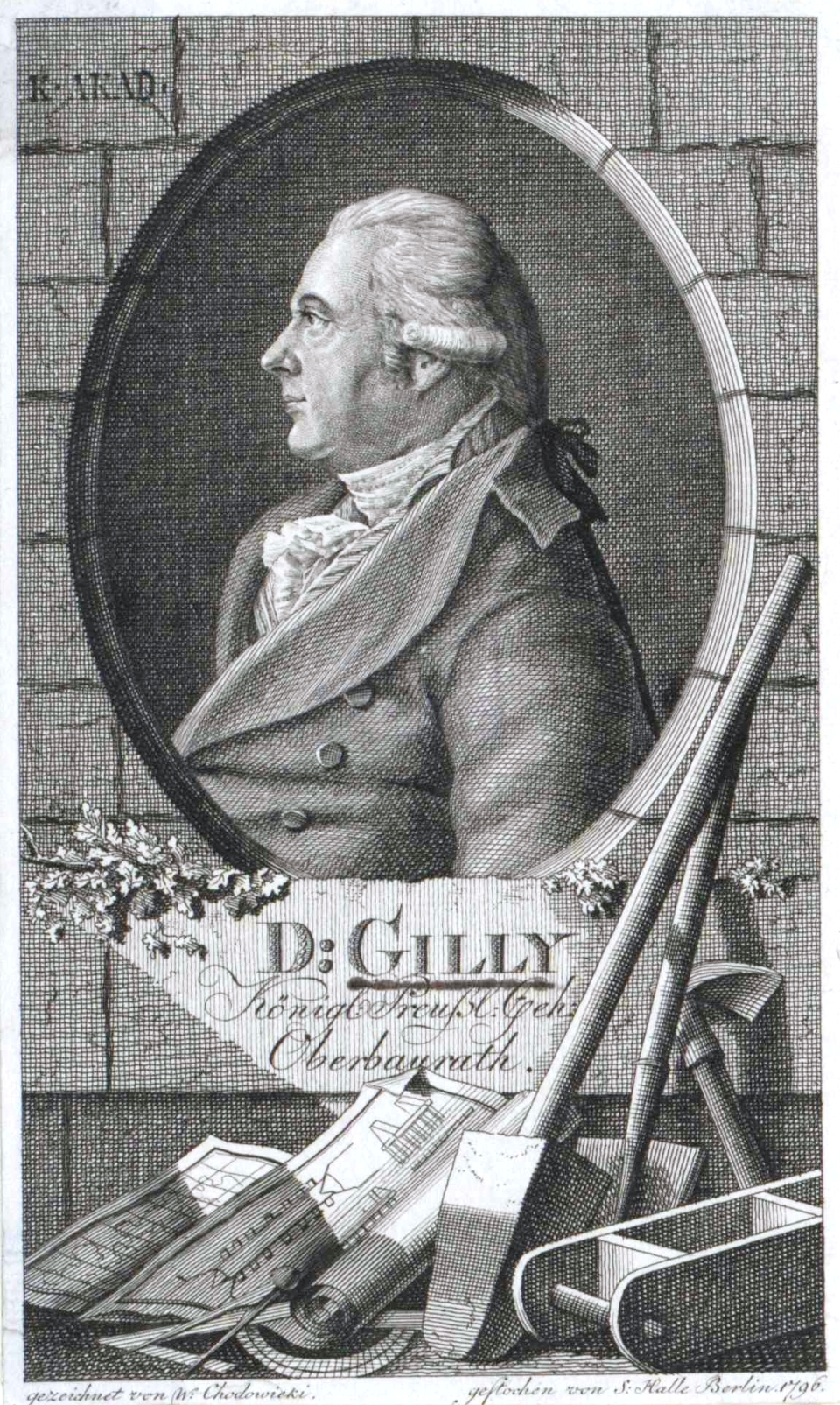
David Gilly (1748–1808)

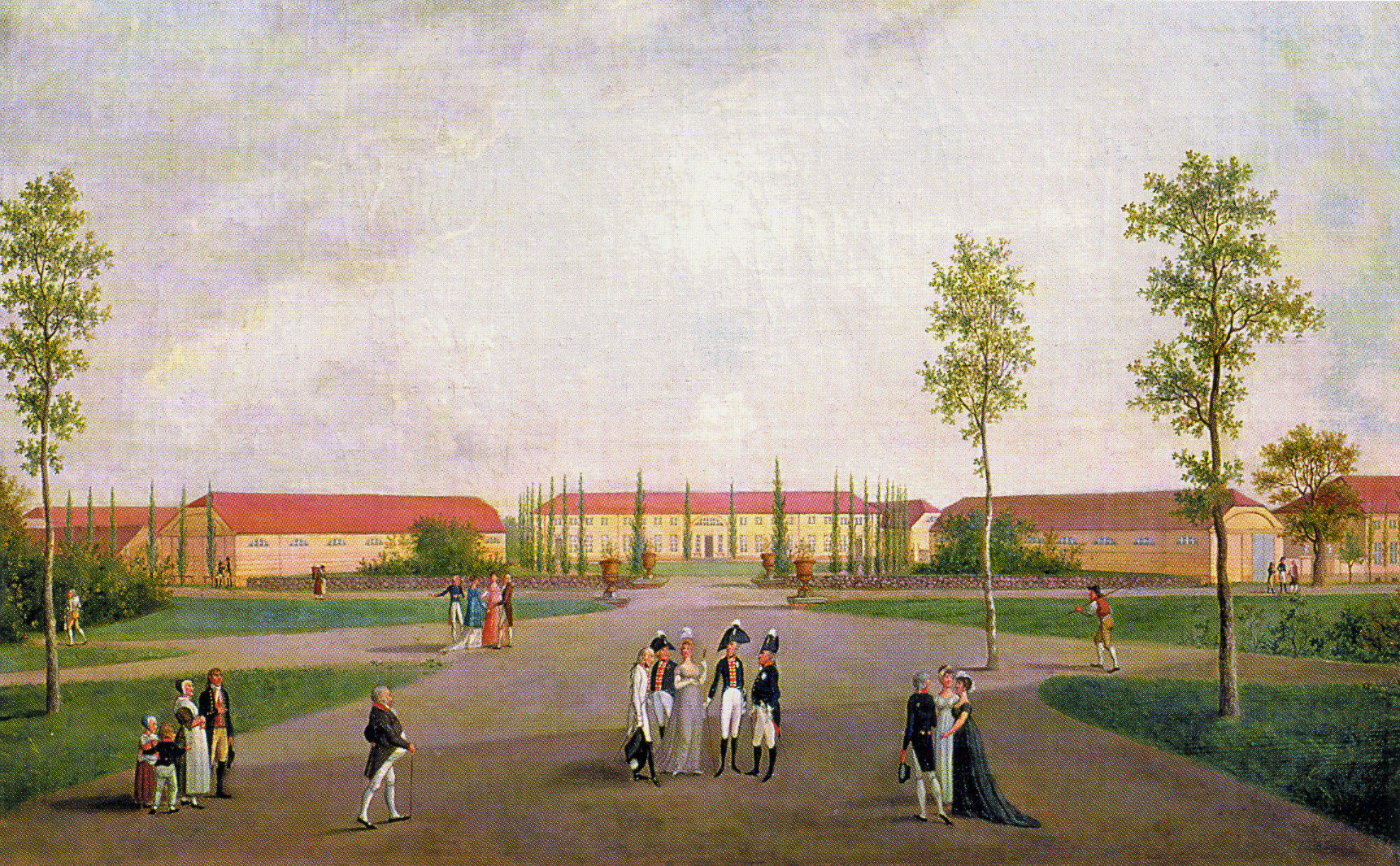
Schloss Paretz mit dem Königspaar und Begleitern sowie Dorfleuten um 1800

Die Entstehung von Paretz fiel in eine Zeit, in der sich – nach den Umwälzungen der Französischen Revolution und der nachfolgenden Koalitionskriege – ein tiefgreifender und nachhaltiger Wandel nicht nur in der Politik, sondern auch im Lebensstil, in der Naturwahrnehmung und in den künstlerischen Ausdrucksformen andeutete. Wenige Monate nach dem Kauf des Gutes durch den Kronprinzen starb am 16. November 1797 sein Vater, König Friedrich Wilhelm II., im Potsdamer Marmorpalais und er folgte ihm auf den Thron. Nun hatte er zwar weniger Mußezeit, verfügte aber über die königliche Zivilliste und somit über die Mittel, sein Bauvorhaben rasch und konsequent auszuführen. Schloss- und Dorfensemble wurden zwischen 1797 und 1804 geplant und mit neuer Bautechnik und hohem ästhetischen Anspruch ausgeführt.
Der Berliner Architekt David Gilly erhielt den Auftrag, an Stelle des alten Gutshauses aus dem frühen 18. Jahrhundert ein schlichtes Landschloss in dem damals modischen Stil zu entwerfen und zu errichten, der heute als Frühklassizismus bezeichnet wird. Das alte Herrenhaus wurde in den Neubau integriert. In den Jahren 1797/1798 wurde die Inneneinrichtung des Schlosses fertiggestellt, eine Demonstration des frühen Klassizismus Berliner Prägung. Die stilistische Einfachheit, die sich hier und in ähnlichen Bauwerken des Adels zeigte, hat das Bürgertum später im Biedermeier übernommen und weitergeführt.
Das Interieur bestand aus formal schlichten Möbeln in hervorragender handwerklicher Verarbeitung. Spektakulär modern und bald weithin berühmt waren die gemalten und gedruckten Papiertapeten in den königlichen Wohnräumen. Die mit der klassizistischen Architektur in den 1790er Jahren in Mode gekommenen Landschaftstapeten nannte man Pariser Tapeten, da die meisten Hersteller dort saßen. Das um 1750 gebräuchliche Siebdruckverfahren, aus dem älteren Blaudruck mit Druckstöcken entwickelt, war in England und Frankreich vom Stoffdruck (Kattundruck) auf das Papier übertragen worden. Man bedruckte die Tapeten mit Modeln per Hand und klebte sie anfangs noch – wie von Holzleisten gerahmte Seidenstoffbespannungen des Rokoko – felderweise gegliedert an die Wand, schließlich aber über einem Holzpaneel ganzräumig bis zur Decke. In Deutschland hatte Johann Christian Arnold in Kassel im Jahre 1789 die erste größere Tapetendruckerei gegründet, in Berlin waren die ersten Betriebe gerade entstanden und belieferten den Bau von Paretz. (Der heute weltweit letzte Hersteller handgefertigter Landschaftstapeten ist Zuber et Cie in Rixheim im Elsass.) Die Motive variierten. Neben idyllischen Landschaftsszenen wurden auch zahlreiche andere Dekore, Tier- oder Pflanzenmotive, exotische Bilder usw. verwendet. Bisweilen, wie bei den chinoisen Vogeltapeten im Esszimmer, sind auch die Umrahmungen und Bordüren gedruckt. Einige der Tier- und Pflanzendarstellungen waren aus China importiert, die meisten aber in Berlin hergestellt worden, ebenso alle Bordüren mit ihren seriellen Motiven wie Weinlaub und Flieder. Schon der gänzliche Verzicht auf plastisches Wanddekor wie Stuck, Stoffbespannungen und gerahmte Gemälde wirkte nach den Gewohnheiten des Barock und der Renaissance „revolutionär“.
Nach dem Tod Friedrich Wilhelms III. im Jahr 1840 verfügten die sieben noch lebenden Nachkommen, dass die seit Beginn kaum veränderten Räume unbenutzt bleiben und nur dem Andenken an die Eltern dienen sollten. Diese Verfügung respektierten alle nachfolgenden Generationen der Hohenzollern bis 1945, sodass der Originalzustand bis zum Ende des Zweiten Weltkriegs nahezu erhalten blieb.
Der Bau des Schlosses war Teil eines weit umfangreicheren Auftrags. In der nächsten Umgebung des Schlosses sollte ein Park entstehen, die mittelalterliche Kirche ein neues Aussehen erhalten, ein ganzes Musterdorf nach englischem Vorbild angelegt werden. Alle diese Maßnahmen erfolgten zwischen 1797 und 1804. Das Nachbargut Falkenrehde war bereits seit 1735 im Privatbesitz der Hohenzollern und 1832 erwarb Friedrich Wilhelm III. noch das Gut Uetz hinzu, sodass ein stattlicher Grundbesitz an Schatullgütern entstand, der bis zur Enteignung durch die Bodenreform in der Sowjetischen Besatzungszone 1945 im Privatbesitz des vormaligen Königshauses Hohenzollern blieb. Zuletzt erbte 1941 Wilhelm von Preußen (1882–1951) die Güter von seinem Vater Wilhelm II. Bekannt war die Zinnfigurensammlung mit historischen Uniformen, die Prinz Waldemar von Preußen selbst erstellt hatte und die 1945 wohl verschwand.

## Beschreibung und Architektur
Vom ersten Gutshaus hatte Gilly Teile des Grundrisses und des Mauerwerks in den Schlossneubau einbezogen. Die 60 Meter langen Fassaden des schmalen Bauwerks wurden zurückhaltend akzentuiert: durch die hervorgehobenen Mittelrisalite mit Bogenfenstern, eine Farbgebung in abgestuften Tönen von gelblichem Weiß bis Ocker und zwei Pyramidenpappeln neben dem einstigen Haupteingang.
Fachleute bezeichnen den Bau zuweilen „als preußische Variante der Revolutionsarchitektur“, die besonders in Frankreich den Übergang vom Spätbarock zum Klassizismus markierte und für Raumausstattungen auch Directoire-Stil genannt wird. Unterstützt wurde der Architekt David Gilly von seinem Sohn Friedrich, der von der französischen Entwicklung stark beeinflusst war und dessen Anteil an dem Projekt Paretz in jüngster Zeit höher eingeschätzt wird als zuvor. Die Einfachheit ihrer Bauten war nicht nur eine architektonische Geste im Stil der Zeit – von ihrem Auftraggeber, seit November 1797 König von Preußen, wurden die Architekten auch entschieden dazu angehalten. „Nur immer denken, dass Sie für einen armen Gutsherrn bauen“ mahnte Friedrich Wilhelm, der hier nicht nur eine halbprivate Sommerfrische schaffen, sondern ein Beispiel liefern wollte für zeitgemäße, sparsame ländliche Zweckarchitektur in seinem damals wirtschaftlich wenig leistungsfähigen Königreich.

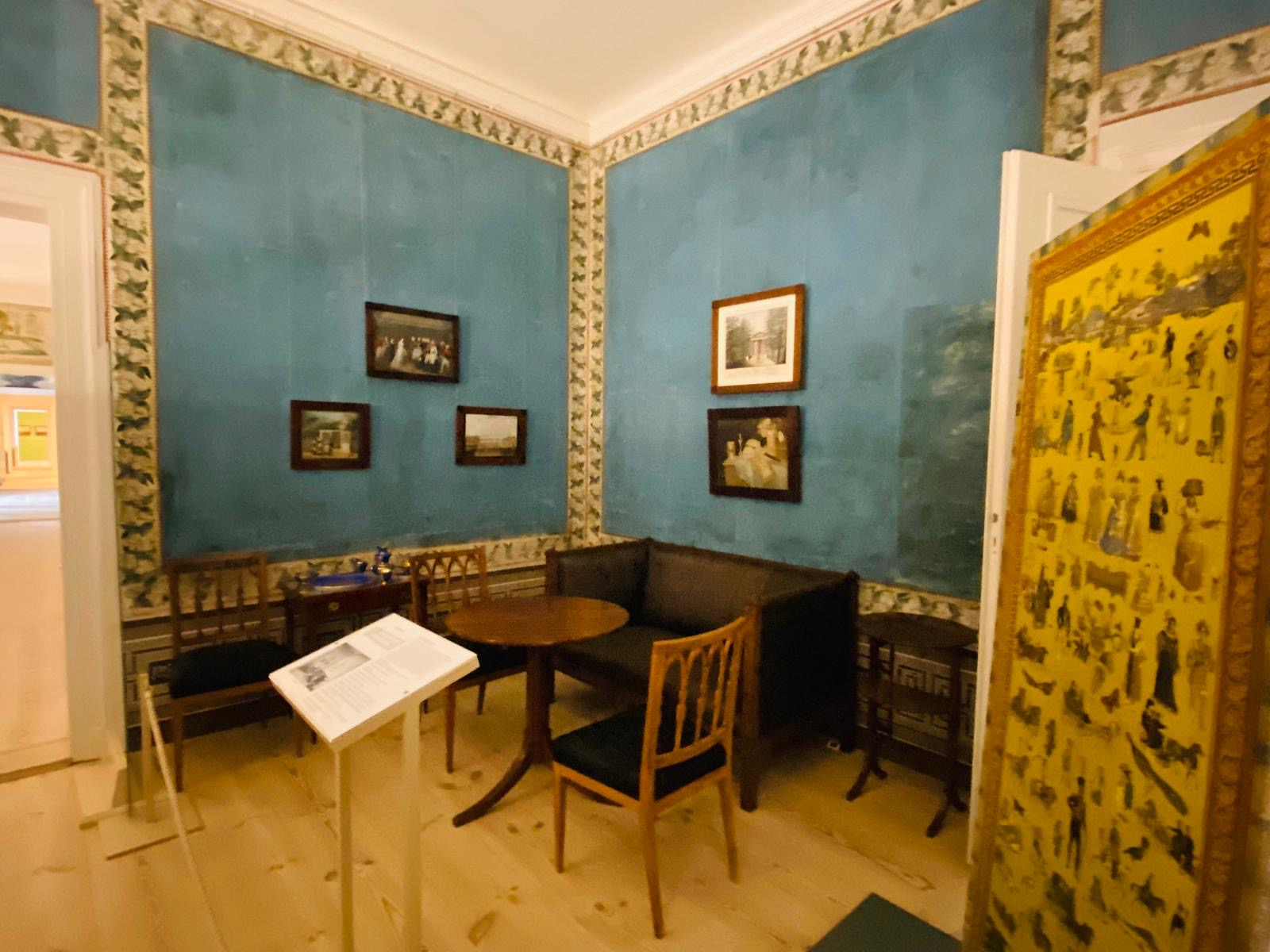
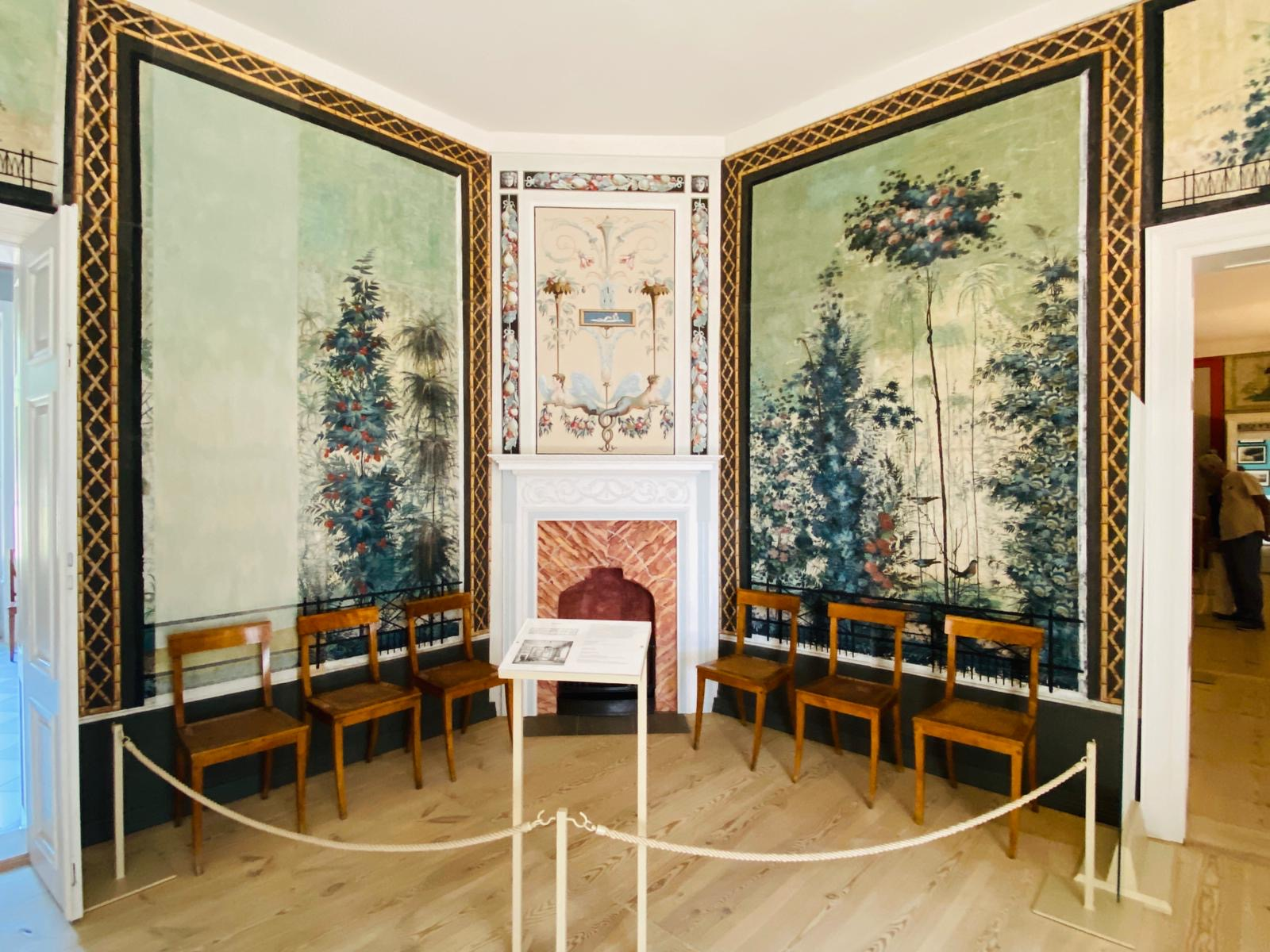
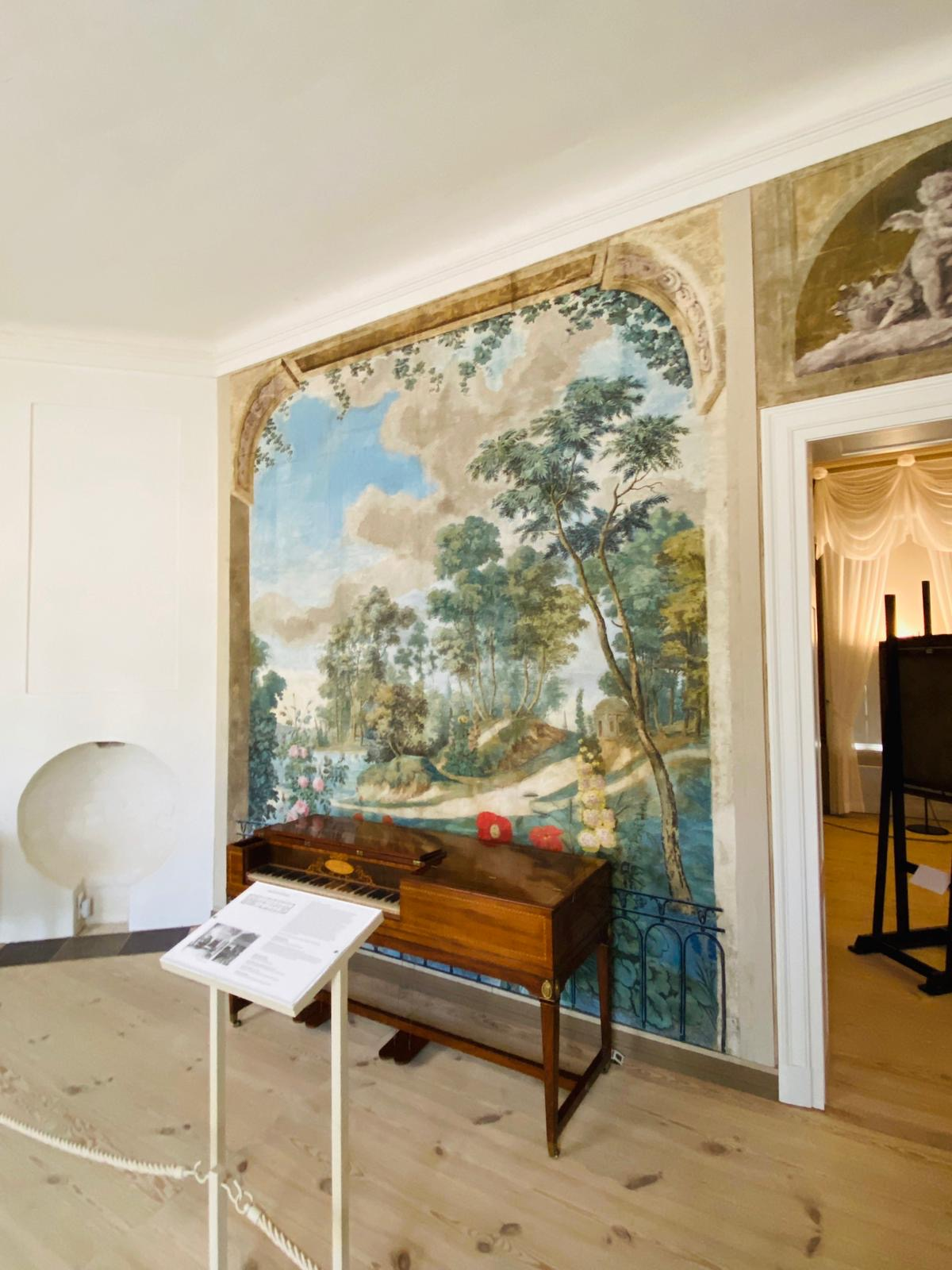
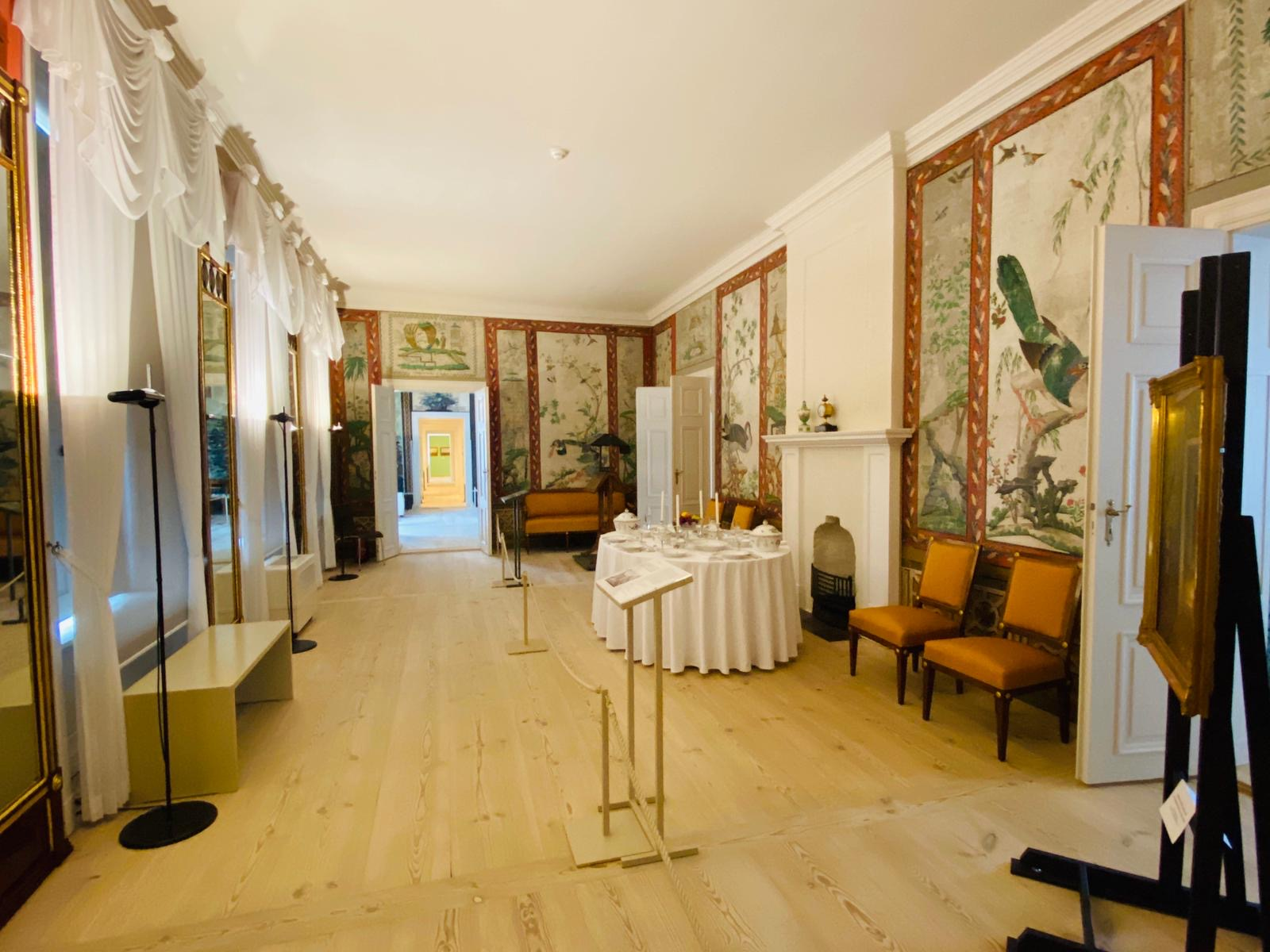
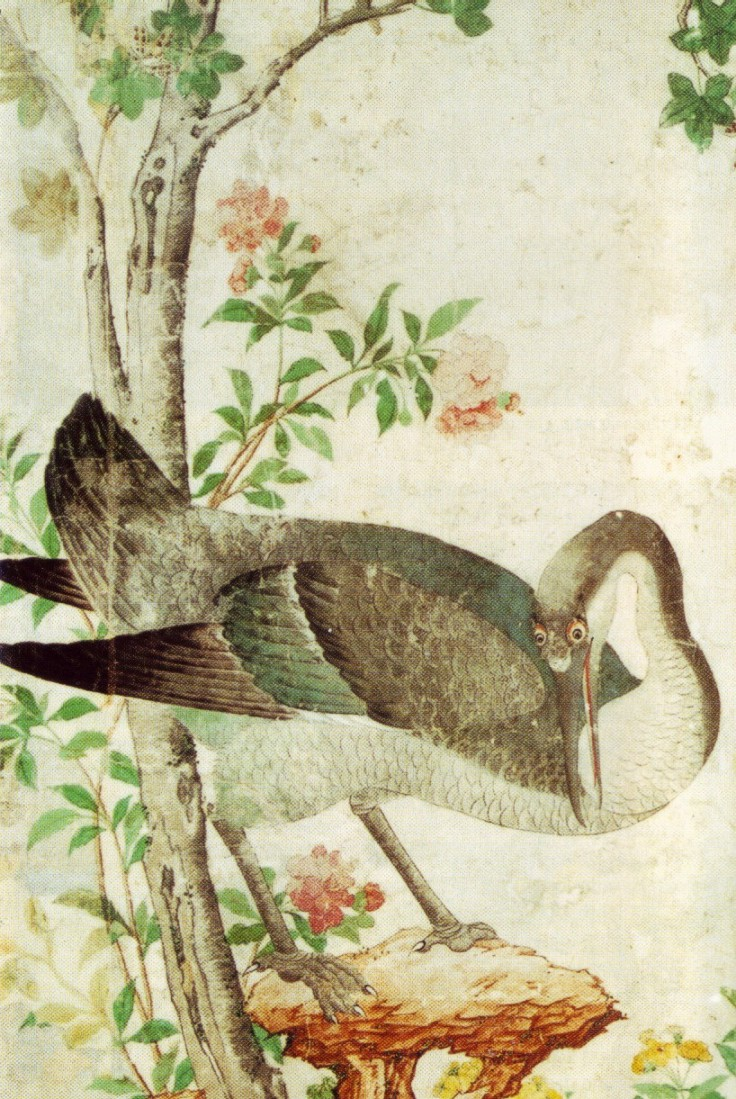
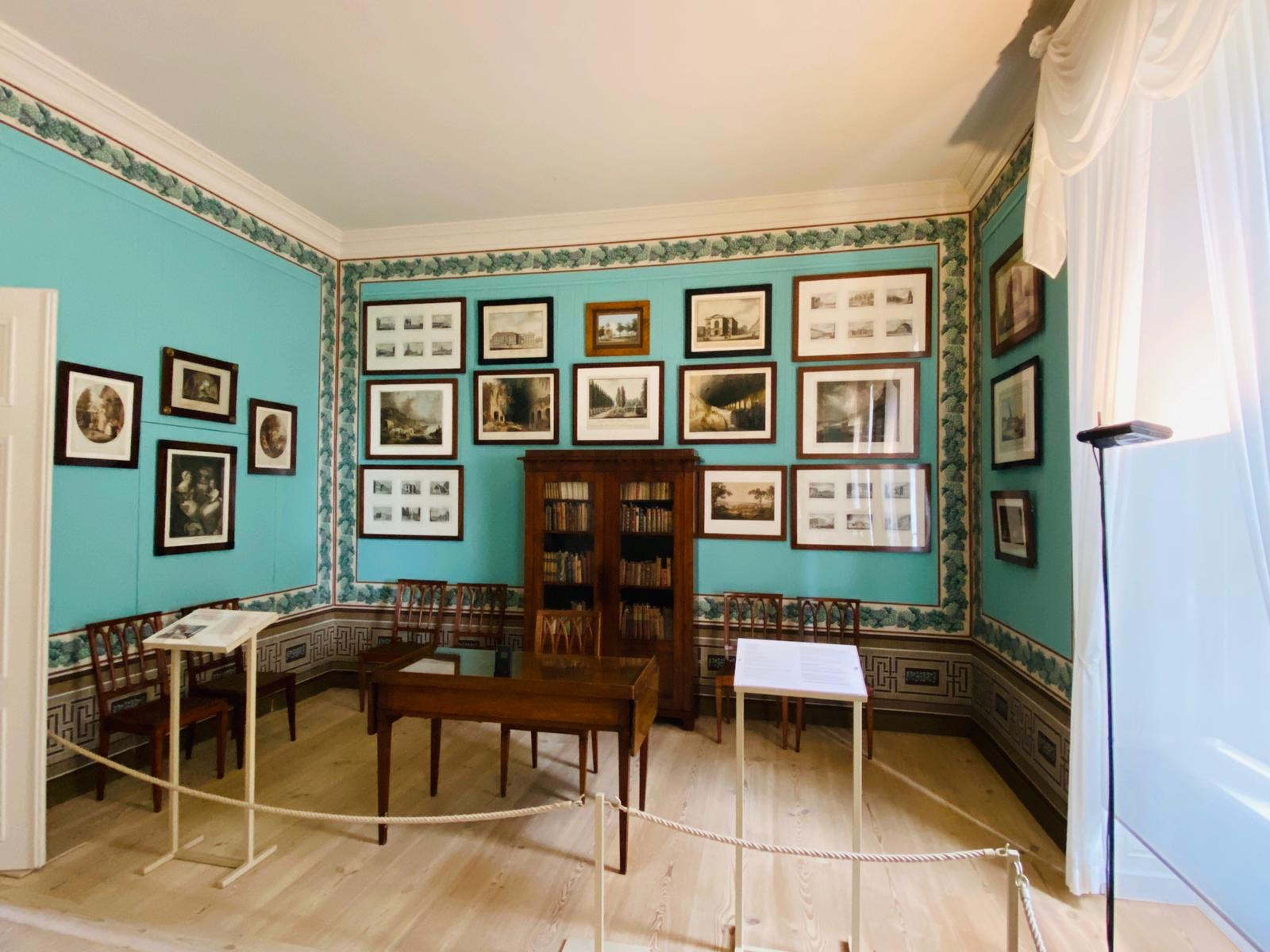
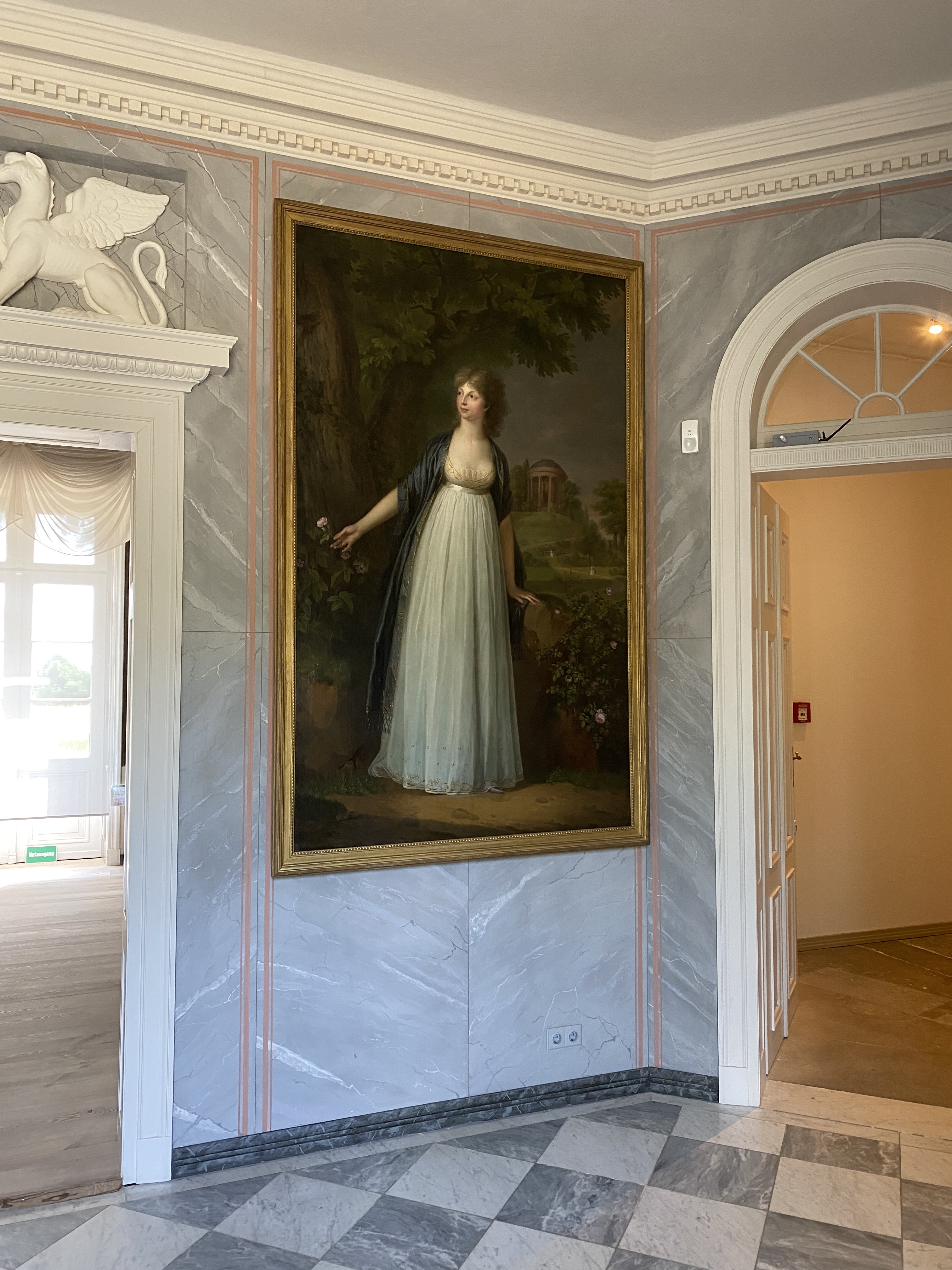
Bild der Königin Luise
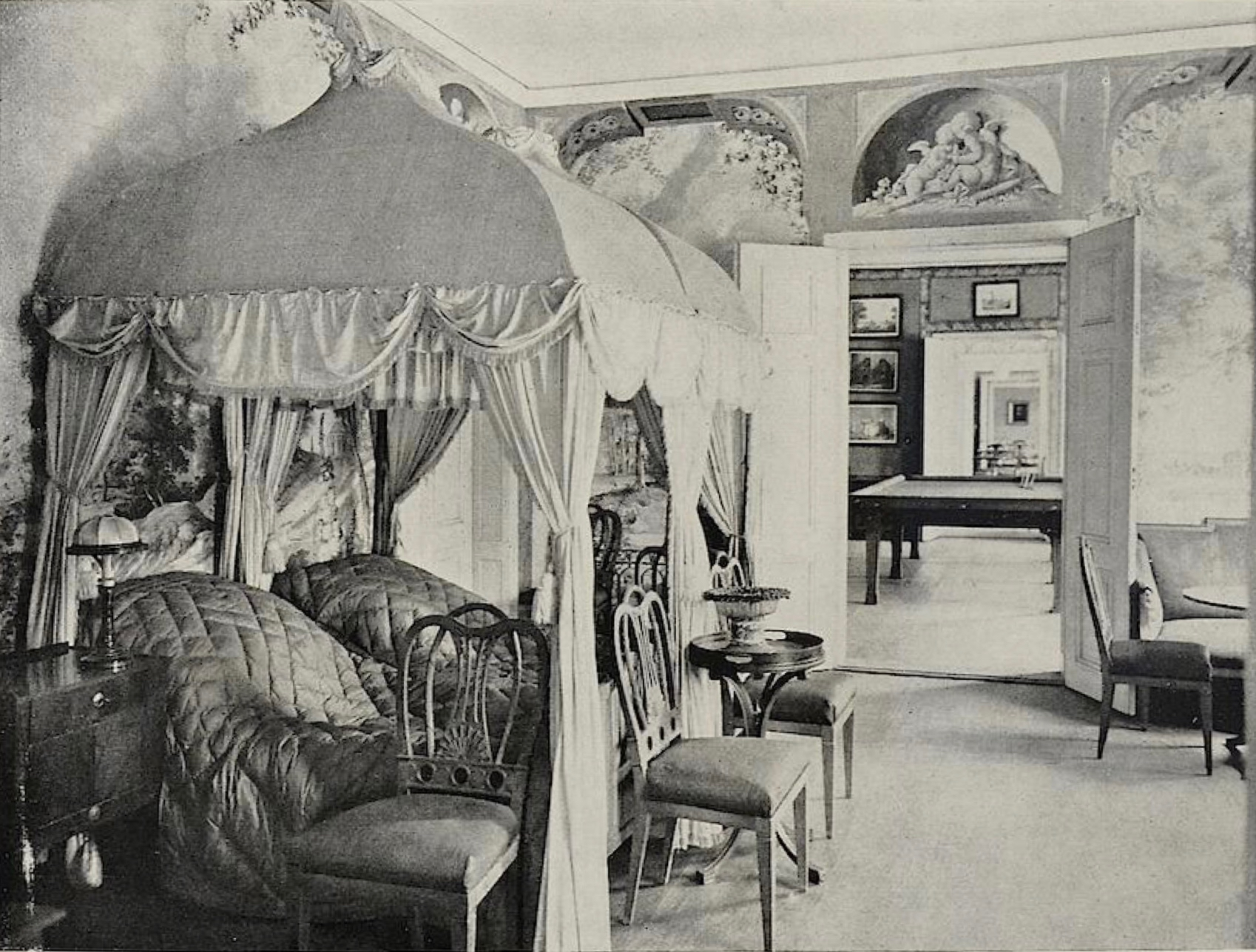
Schlafzimmer (1913)

## Nach 1945

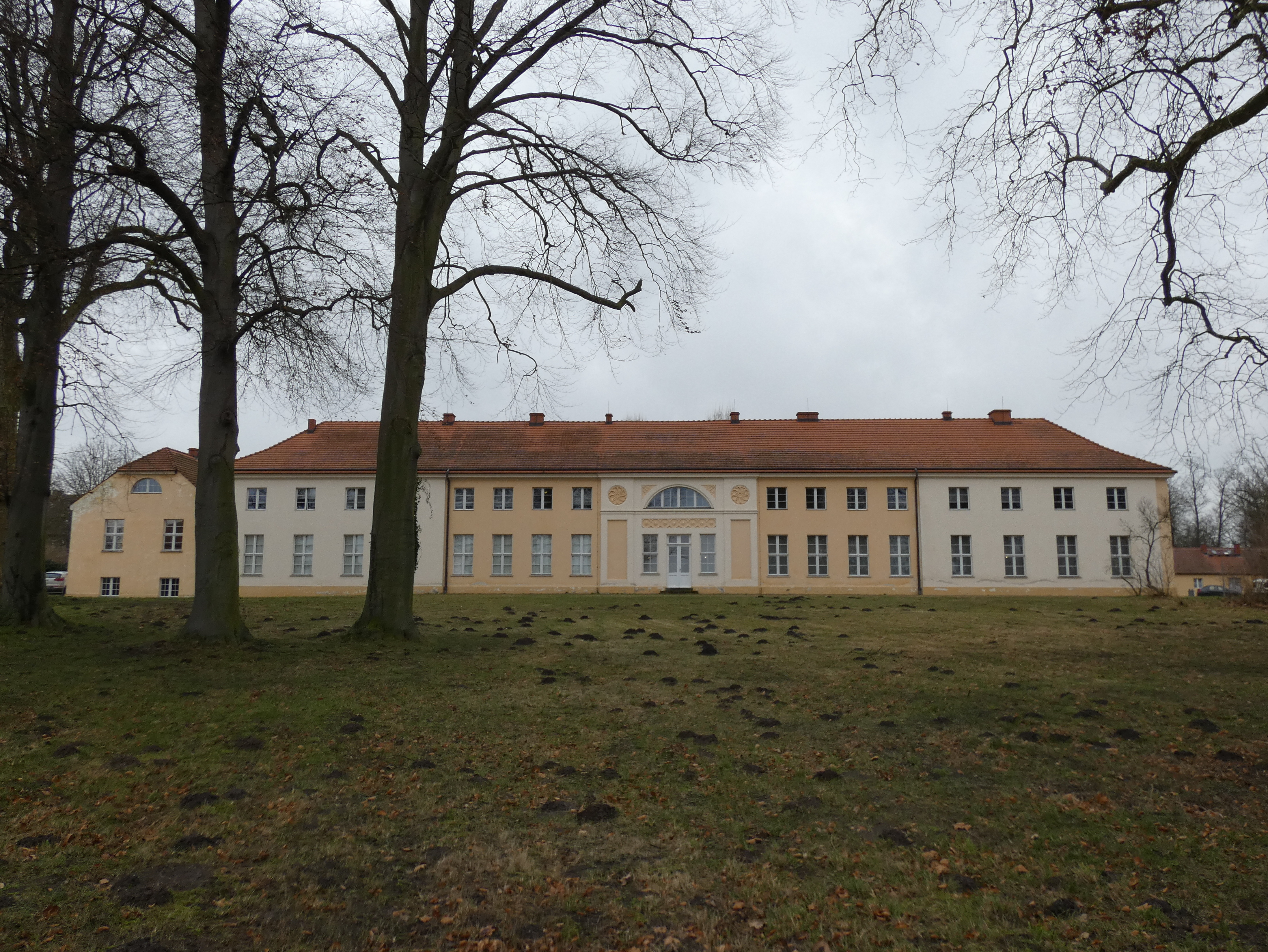
Das Schloss von der Schlossparkseite

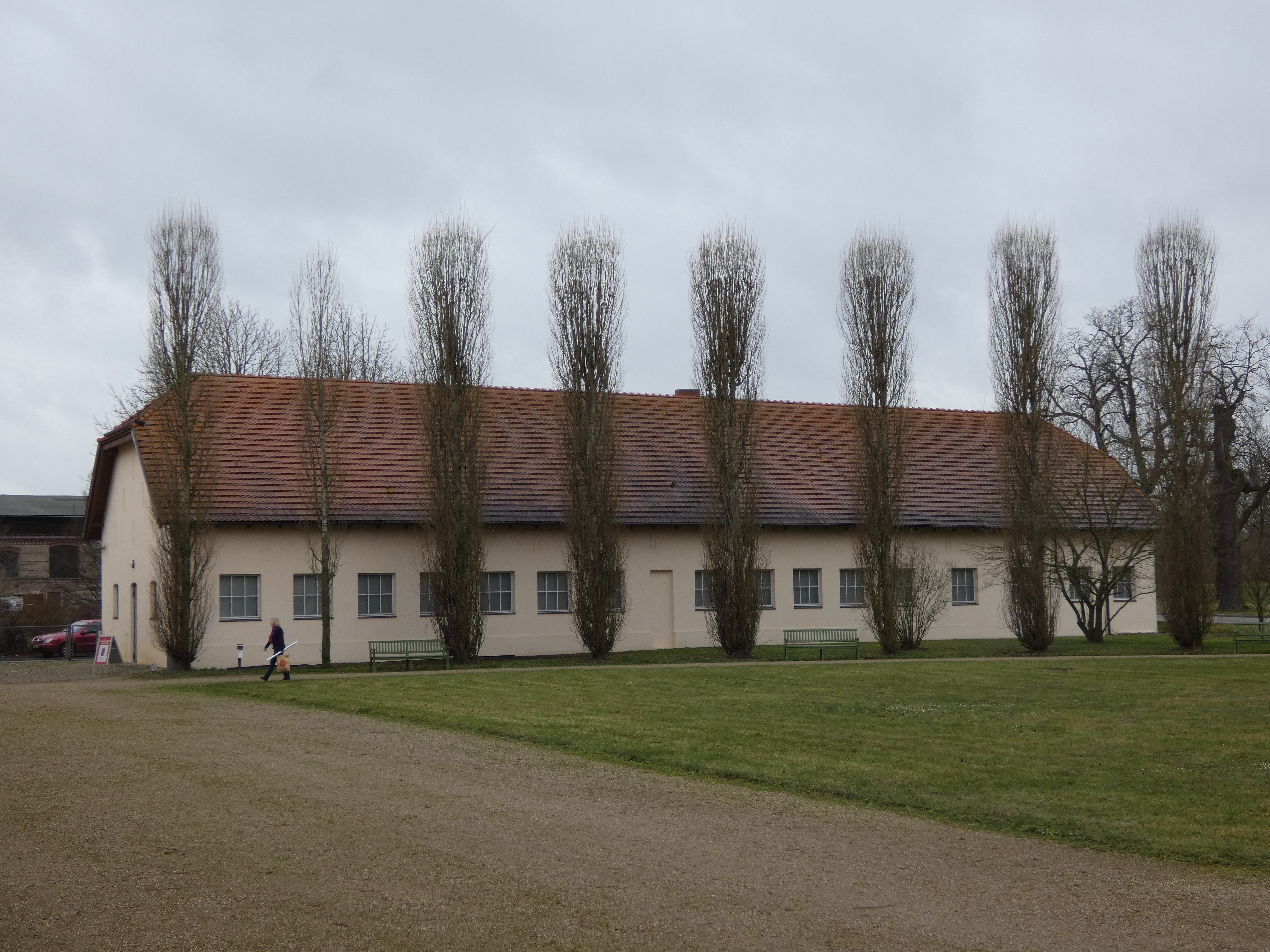
Schlossremise

Nach Kriegsende, als die Erben der Hohenzollern Paretz verlassen hatten, plünderten vor allem Einheimische das Schloss, schließlich besetzte die Rote Armee 1945/1946 das Haus, danach waren Kriegsflüchtlinge dort untergebracht. Von 1948 bis etwa 1960 nutzte die Bauernhochschule Edwin Hoernle die historischen Gebäude, später die VVB Tierzucht beziehungsweise das Kombinat Tierzucht, die höchste Verwaltungsinstanz für die Tierzucht der DDR. Verschiedene Um- und Anbauten führten bald zum Verlust des historischen Erscheinungsbildes. Die beiden markanten Pappeln vor der Hauptfassade verschwanden, das Bogenfenster wurde rechteckig, grauer Kratzputz überdeckte die alte Farbfassung. Mit dem Aussehen eines Schul- oder Kulturhauses der frühen DDR überdauerte das ehemalige Schloss die nächsten fünfzig Jahre.
Gemälde, Fotos und maßgerechte Zeichnungen haben jedoch die Entwicklung des Schlosses zwischen 1797 und 1945 gut dokumentiert. Nach der politischen Wende von 1989 war das Haus vorübergehend von der Fachhochschule Potsdam genutzt worden – Studenten sicherten im Rahmen ihrer Ausbildung zu Restauratoren, was an historischer Substanz im Einzelnen noch zu finden war – Gesimse, Profile und Reste der ursprünglichen Ausmalung.
Zudem gründete sich am 15. November 1990 der Verein Historisches Paretz und setzte sich zunächst für die
Erhaltung und Wiederherstellung des historischen Ortsbildes von Paretz ein. Dazu zählten vor allem das Schloss und die Dorfkirche, die zu erhalten und für die Öffentlichkeit nutzbar zu machen waren.
Nachdem das Land Brandenburg 1996/97 das Schloss von den früheren Erben angekauft hatte, konnte das Äußere des Gebäudes zwischen 1999 und 2001 anhand der vorhandenen Unterlagen zuverlässig rekonstruiert werden. Im selben Zeitraum wurde auch das Gebäudeinnere wiederhergestellt, obwohl auch hier bauliche Veränderungen den ursprünglichen Zustand entstellt hatten und die Inneneinrichtung fast vollständig verschwunden war. Am 30. September 2001 waren die Rekonstruktionen erledigt und das Schloss wurde feierlich wieder eingeweiht.
Ein Aufruf zur Rückkehr von Möbelstücken und Geschirr, die in Haushalten der näheren Umgebung vermutet wurden, war nicht sonderlich erfolgreich. Bis zum Ende der 2010er Jahre sind die Zimmer wieder mit Möbeln aus der Zeit um 1800 versehen worden, Hinweistafeln in jedem Raum beschreiben akribisch die einstige Ausstattung. Das Bauwerk wurde unter Denkmalschutz gestellt.
Die kunsthistorisch bedeutenden Papiertapeten im Stil von Zuber et Cie waren größtenteils erhalten. Mitarbeiter der Potsdamer Schlösser hatten sie 1947 geborgen und in den Magazinen des Neuen Palais in Potsdam eingelagert. Ihr Zustand war in den 1990er Jahren nicht dazu geeignet, sie in Paretz wieder anzubringen und auszustellen. In einem großangelegten Restaurierungsprojekt, betreut von der Stiftung Preußische Schlösser und Gärten Berlin-Brandenburg und finanziert von der Cornelsen Kulturstiftung Berlin, haben insgesamt fünf Spezialwerkstätten zwischen 1998 und 2001 daran gearbeitet, die oft nur noch fragmentarisch vorhandenen und hochempfindlichen Tapeten zu ergänzen und zu stabilisieren. Die finanzielle Unterstützung von 1,5 Mio. Mark war mit der Auflage verbunden, dass die Tapeten in den ursprünglichen Räumen angebracht werden müssten (die Platzierung der einzelnen Stücke konnte anhand von Farbaufnahmen aus dem Jahre 1943 genau bestimmt werden). Diese Bedingung war ein wesentlicher Anreiz auch für die bauliche Wiederherstellung.

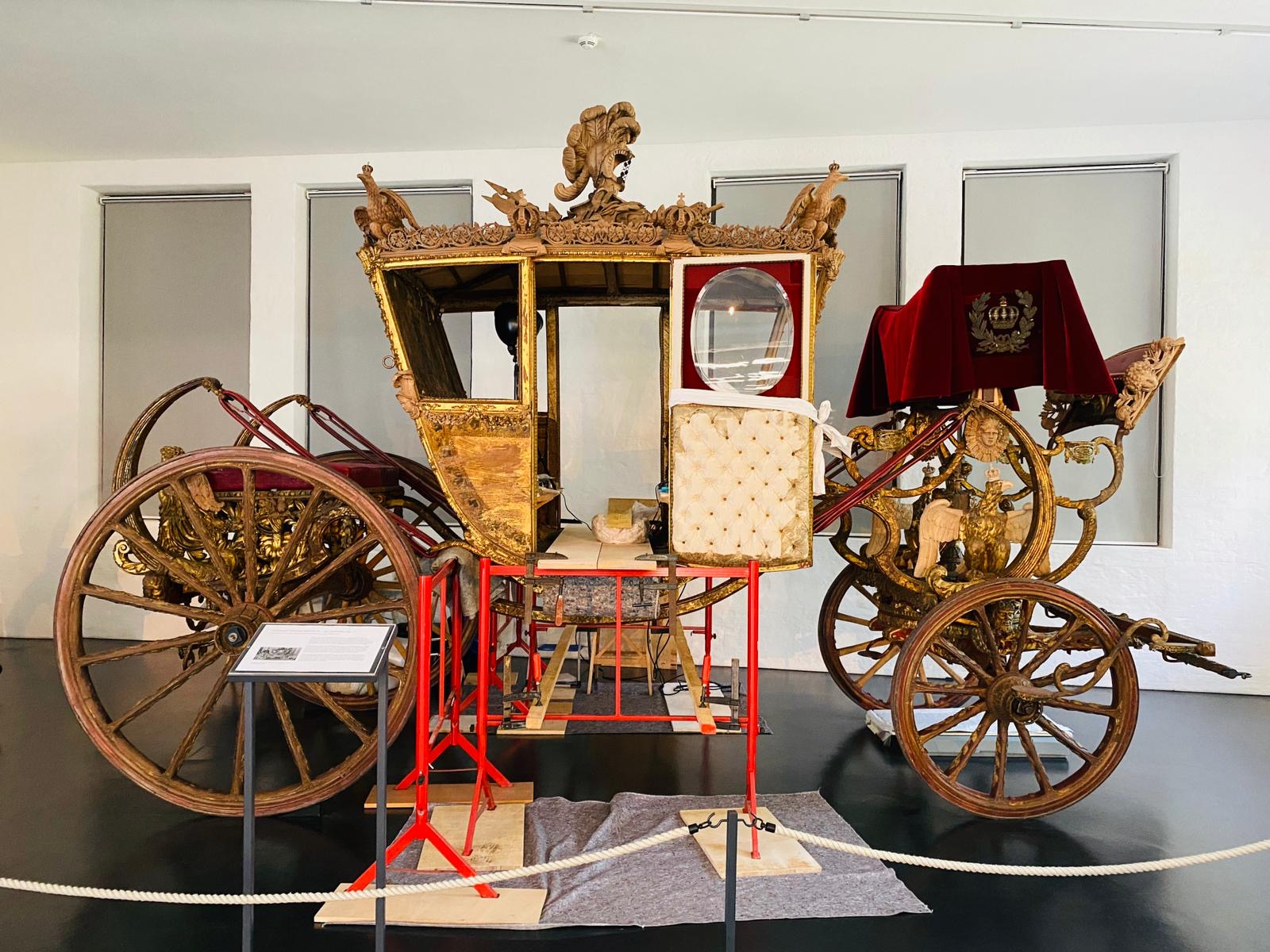
Historische Kutsche aus dem Marstall des Berliner Schlosses in der Schlossremise, 2020

In der Schlossremise ist in einer Dauerausstellung ein Teil des historischen königlichen Fuhrparks ausgestellt. Es sind zahlreiche aufwändig restaurierte Kutschen aus dem Neuen Marstall des Berliner Schlosses zu besichtigen.

## Park und Kirche
Die Entwürfe für den Schlosspark stammen sehr wahrscheinlich von David und Friedrich Gilly und wurden durch den neu eingestellten Hofgärtner David Garmatter ausgeführt. Die drei Teile des Parks, eine Fläche von insgesamt 7,5 Hektar, sind durch Straßen, Wege und Zäune voneinander getrennt, zugleich aber durch bewusst eingesetzte Sichtachsen miteinander verbunden.
Der Schlossgarten in der direkten Umgebung des Schlosses, früher allein den Herrschaften vorbehalten, entstand aus ehemaligen Nutzgartenflächen und einem Teil des Parks, der zum Gut der Familie Blumenthal gehörte. Das Gelände ist nahezu vollständig flach. Einige Beispiele von besinnlicher Kleinarchitektur – das Japanische Haus, eine Grotte und eine kleine Tempelruine – wurden nach 1945 abgerissen.
Der Kirchgarten orientiert sich am deutlichsten an englischen Vorbildern. Hier ist der Boden leicht gewellt, der Hauptweg weist auf die Mitte des Schlosses und bildet die zentrale Achse des ganzen Ensembles. Zwei typische Staffagebauten am Rande dieses Abschnitts – die Kirche und das Gotische Haus – bereichern die Anlage. Der Kirchgarten war nach 1918 landwirtschaftlich genutzt worden, später verwilderte er und wurde ab 1975 wieder hergerichtet.

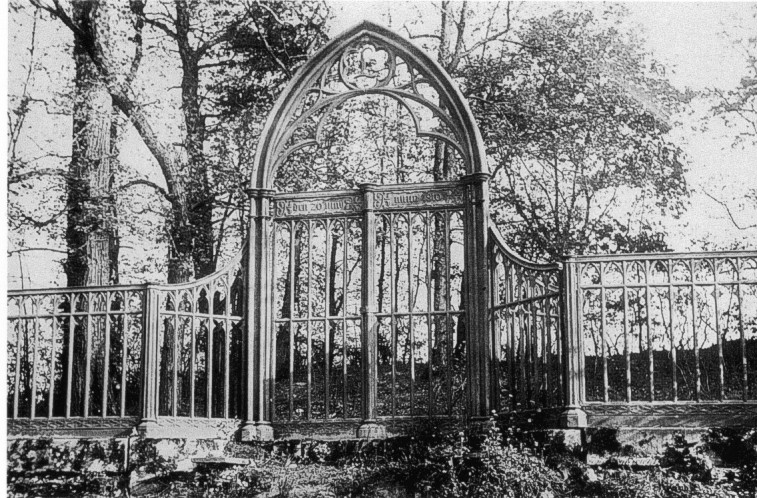
Luisenpforte um 1900

Im Rohrhausgarten finden sich die deutlichsten Höhenunterschiede. An seiner Südseite wurde um 1800 sogar Wein angebaut. Ein rohrgedecktes Häuschen, von Friedrich Gilly am höchsten Punkt von Paretz errichtet, 1903 abgerissen, gab diesem Abschnitt seinen Namen. An einer entlegenen Stelle ließ Friedrich Wilhelm III. 1811 die gusseiserne, neugotische Luisenpforte errichten, zur Erinnerung an den letzten Besuch der Königin Luise in Paretz am 20. Mai 1810. Das Denkmal wurde 1920 zerstört. Auf dem ehemals östlichen Teilstück des Rohrhausgartens steht seit 1965 eine Gruppe von Wohnblöcken.

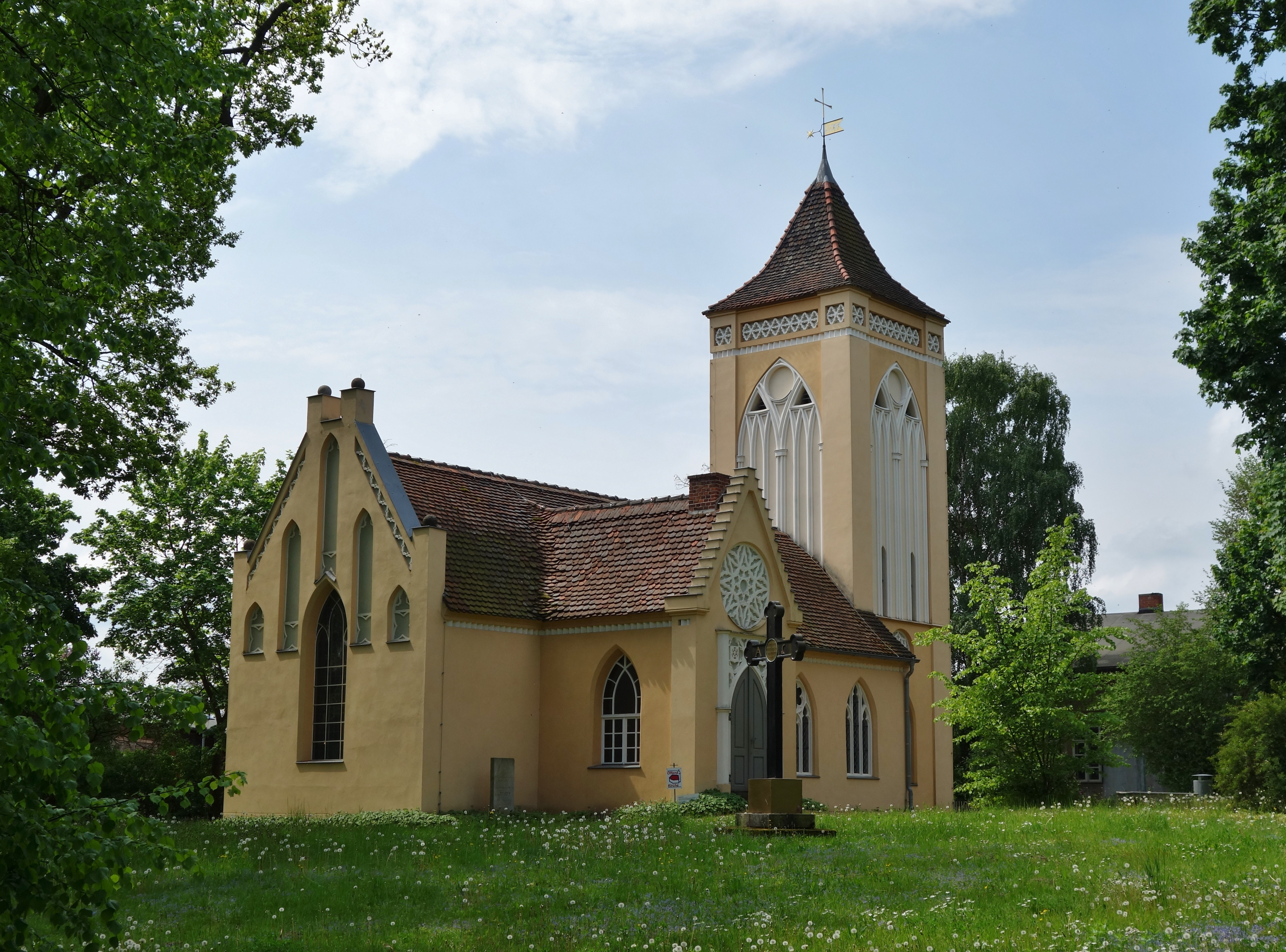
Dorfkirche

Die Ursprünge der Dorfkirche von Paretz liegen im Mittelalter, in der Zeit um 1200. Reste von Wandmalereien aus dieser Zeit wurden im Chor freigelegt und konserviert. Seine heutige Form erhielt der Bau in den Jahren 1797/98. Verbürgt ist, dass David Gilly für das Kirchendach, ein sogenanntes Bohlenbinderdach, verantwortlich war; die dekorative neugotische Gestaltung der Fassade und die entsprechende Illusionsmalerei im Inneren sind wohl Valentin von Massow und Martin Friedrich Rabe zuzuschreiben. Nach dem Vorbild des Zustands um 1800 wurde das später noch mehrfach veränderte Gebäude in den Jahren 1983 bis 1985 rekonstruiert. Das bedeutendste Stück der Innenausstattung ist ein Tonrelief von Johann Gottfried Schadow, das in der ehemaligen Königsloge zu sehen ist: Die Apotheose der Königin Luise.